# Championnats du monde d'haltérophilie
Les Championnats du monde d'haltérophilie sont la compétition annuelle organisée par l'IWF qui désigne un champion du monde pour chaque catégorie de poids.

## Histoire
L'IWF ayant été créée en 1920, elle a dû attribuer rétroactivement le statut de championnats du monde à des épreuves qu'elle n'avait pas organisées. Si la première compétition se présentant comme "championnat du monde d'haltérophilie" remonte au 28 mars 1891 à Londres, l'IWF a choisi de remonter seulement en 1898 avec une édition se tenant à Vienne en Autriche. Ainsi, 18 championnats du monde se sont tenus entre 1898 et 1920.
La première édition organisée réellement par l'IWF date de 1922 à Tallinn en Estonie. Après une période marquée par un rythme irrégulier des organisations, la compétition devient annuelle à partir de 1946.
Les différentes catégories de poids font leur apparition progressivement. De 1920 à 1946, cinq catégories existent : 60 kg, 67,5k g, 75 kg, 82,5 kg, et plus de 82,5 kg. On ajoute ensuite d'autres catégories : 56 kg en 1947, 90 kg en 1951, 52 kg et 110 kg en 1969 et 100 kg en 1977.  
L'haltérophilie féminine est dotée de championnats du monde depuis 1987.

## Différentes éditions
| #        | #      | Années | Dates                     | Villes organisatrices            | Hommes     | Hommes | Femmes     | Femmes |
| H        | F      | Années | Dates                     | Villes organisatrices            | # Athlètes | # Pays | # Athlètes | # Pays |
| -------- | ------ | ------ | ------------------------- | -------------------------------- | ---------- | ------ | ---------- | ------ |
| I        | —      | 1891   | 28 mars                   | Londres, Royaume-Uni             | 7          | 6      | —          | —      |
| II       | —      | 1898   | 31 juillet – 1er août     | Vienne, Autriche-Hongrie         | 11         | 3      | —          | —      |
| III      | —      | 1899   | 4–5 avril                 | Milan, Italie                    | 5          | 3      | —          | —      |
| IV       | —      | 1903   | 1–3 octobre               | Paris, France                    | 18         | 5      | —          | —      |
| V        | —      | 1904   | 18 avril                  | Vienne, Autriche-Hongrie         | 13         | 4      | —          | —      |
| VI       | —      | 1905   | 8–10 avril                | Berlin, Allemagne                | 41         | 4      | —          | —      |
| VII      | —      | 1905   | 11–13 juin                | Duisbourg, Allemagne             | 7          | 2      | —          | —      |
| VIII     | —      | 1905   | 16 et 30 décembre         | Paris, France                    | 16         | 1      | —          | —      |
| IX       | —      | 1906   | 18 mars                   | Lille, France                    | 33         | 4      | —          | —      |
| X        | —      | 1907   | 19 mai                    | Francfort, Allemagne             | 23         | 3      | —          | —      |
| XI       | —      | 1908   | 8–9 décembre              | Vienne, Autriche-Hongrie         | 23         | 2      | —          | —      |
| XII      | —      | 1909   | 3 octobre et 2 décembre   | Vienne, Autriche-Hongrie         | 23         | 3      | —          | —      |
| XIII     | —      | 1910   | 4–6 juin                  | Düsseldorf, Allemagne            | 57         | 5      | —          | —      |
| XIV      | —      | 1910   | 9–10 octobre              | Vienne, Autriche-Hongrie         | 15         | 2      | —          | —      |
| XV       | —      | 1911   | 29–30 avril               | Stuttgart, Allemagne             | 36         | 3      | —          | —      |
| XVI      | —      | 1911   | 13–14 mai                 | Berlin, Allemagne                | 27         | 2      | —          | —      |
| XVII     | —      | 1911   | 26 juin                   | Dresde, Allemagne                | 21         | 3      | —          | —      |
| XVIII    | —      | 1911   | 29 juin – 2 juillet       | Vienne, Autriche-Hongrie         | 32         | 3      | —          | —      |
| XIX      | —      | 1913   | 28–29 juillet             | Breslau, Allemagne               | 40         | 4      | —          | —      |
| XX       | —      | 1920   | 4–8 septembre             | Vienne, Autriche                 | 74         | 4      | —          | —      |
| XXI      | —      | 1922   | 29–30 avril               | Tallinn, Estonie                 | 33         | 4      | —          | —      |
| XXII     | —      | 1923   | 8–9 septembre             | Vienne, Autriche                 | 76         | 7      | —          | —      |
| XXIII    | —      | 1937   | 10–12 septembre           | Paris, France                    | 50         | 10     | —          | —      |
| XXIV     | —      | 1938   | 21–23 octobre             | Vienne, Allemagne                | 38         | 11     | —          | —      |
| XXV      | —      | 1946   | 18–19 octobre             | Paris, France                    | 79         | 13     | —          | —      |
| XXVI     | —      | 1947   | 26–27 septembre           | Philadelphie, États-Unis         | 39         | 12     | —          | —      |
| XXVII    | —      | 1949   | 4–6 septembre             | Schéveningue, Pays-Bas           | 38         | 13     | —          | —      |
| XXVIII   | —      | 1950   | 13–15 octobre             | Paris, France                    | 56         | 17     | —          | —      |
| XXIX     | —      | 1951   | 26–28 octobre             | Milan, Italie                    | 62         | 14     | —          | —      |
| XXX      | —      | 1953   | 26–30 août                | Stockholm, Suède                 | 70         | 19     | —          | —      |
| XXXI     | —      | 1954   | 7–10 octobre              | Vienne, Autriche                 | 100        | 23     | —          | —      |
| XXXII    | —      | 1955   | 12–16 octobre             | Munich, RFA                      | 108        | 25     | —          | —      |
| XXXIII   | —      | 1957   | 8–12 novembre             | Téhéran, Iran                    | 76         | 21     | —          | —      |
| XXXIV    | —      | 1958   | 16–21 septembre           | Stockholm, Suède                 | 96         | 27     | —          | —      |
| XXXV     | —      | 1959   | 29 septembre – 4 octobre  | Varsovie, Pologne                | 85         | 19     | —          | —      |
| XXXVI    | —      | 1961   | 20–25 septembre           | Vienne, Autriche                 | 120        | 33     | —          | —      |
| XXXVII   | —      | 1962   | 16–22 septembre           | Budapest, Hongrie                | 113        | 27     | —          | —      |
| XXXVIII  | —      | 1963   | 16–22 septembre           | Stockholm, Suède                 | 134        | 32     | —          | —      |
| XXXIX    | —      | 1964   | 11–18 octobre             | Tokyo, Japon                     | 149        | 42     | —          | —      |
| XL       | —      | 1965   | 27 octobre – 3 novembre   | Téhéran, Iran                    | 85         | 24     | —          | —      |
| XLI      | —      | 1966   | 15–21 octobre             | Berlin-Est, RDA                  | 117        | 28     | —          | —      |
| XLII     | —      | 1968   | 13–19 octobre             | Mexico, Mexique                  | 160        | 55     | —          | —      |
| XLIII    | —      | 1969   | 20–28 septembre           | Varsovie, Pologne                | 166        | 37     | —          | —      |
| XLIV     | —      | 1970   | 12–20 septembre           | Columbus, États-Unis             | 129        | 28     | —          | —      |
| XLV      | —      | 1971   | 18–26 septembre           | Lima, Pérou                      | 144        | 30     | —          | —      |
| XLVI     | —      | 1972   | 27 août – 6 septembre     | Munich, RFA                      | 188        | 54     | —          | —      |
| XLVII    | —      | 1973   | 15–23 septembre           | La Havane, Cuba                  | 189        | 39     | —          | —      |
| XLVIII   | —      | 1974   | 21–29 septembre           | Manille, Philippines             | 143        | 32     | —          | —      |
| XLIX     | —      | 1975   | 15–23 septembre           | Moscou, URSS                     | 169        | 33     | —          | —      |
| L        | —      | 1976   | 18–27 juillet             | Montréal, Canada                 | 173        | 46     | —          | —      |
| LI       | —      | 1977   | 17–25 septembre           | Stuttgart, RFA                   | 186        | 44     | —          | —      |
| LII      | —      | 1978   | 4–8 octobre               | Gettysburg, États-Unis           | 185        | 35     | —          | —      |
| LIII     | —      | 1979   | 3–11 novembre             | Thessalonique, Grèce             | 189        | 39     | —          | —      |
| LIV      | —      | 1980   | 20–30 juillet             | Moscou, URSS                     | 173        | 40     | —          | —      |
| LV       | —      | 1981   | 13–20 septembre           | Lille, France                    | 194        | 35     | —          | —      |
| LVI      | —      | 1982   | 18–26 septembre           | Ljubljana, Yougoslavie           | 205        | 38     | —          | —      |
| LVII     | —      | 1983   | 22–31 octobre             | Moscou, URSS                     | 187        | 32     | —          | —      |
| LVIII    | —      | 1984   | 29 juillet – 8 août       | Los Angeles, États-Unis          | 187        | 48     | —          | —      |
| LIX      | —      | 1985   | 23 août – 1erSeptembre    | Södertälje, Suède                | 195        | 38     | —          | —      |
| LX       | —      | 1986   | 8–15 novembre             | Sofia, Bulgarie                  | 193        | 41     | —          | —      |
| LXI      | —      | 1987   | 6–13 septembre            | Ostrava, Tchécoslovaquie         | 168        | 29     | —          | —      |
| —        | I      | 1987   | 30 octobre – 1er novembre | Daytona Beach, États-Unis        | —          | —      | 100        | 22     |
| —        | II     | 1988   | 2–4 Decembre              | Jakarta, Indonésie               | —          | —      | 103        | 23     |
| LXII     | —      | 1989   | 16–23 septembre           | Athènes, Grèce                   | 220        | 37     | —          | —      |
| —        | III    | 1989   | 24–26 novembre            | Manchester, Royaume-Uni          | —          | —      | 133        | 25     |
| —        | IV     | 1990   | 26 mai – 3 juin           | Sarajevo, Yougoslavie            | —          | —      | 109        | 25     |
| LXIII    | —      | 1990   | 10–18 novembre            | Budapest, Hongrie                | 182        | 38     | —          | —      |
| LXIV     | V      | 1991   | 27 septembre – 6 octobre  | Donaueschingen, Allemagne        | 200        | 40     | 108        | 24     |
| —        | VI     | 1992   | 16–24 mai                 | Varna, Bulgarie                  | —          | —      | 110        | 25     |
| LXV      | VII    | 1993   | 11–21 novembre            | Melbourne, Australie             | 195        | 57     | 94         | 25     |
| LXVI     | VIII   | 1994   | 17–27 novembre            | Istanbul, Turquie                | 242        | 52     | 105        | 30     |
| LXVII    | IX     | 1995   | 16–26 novembre            | Guangzhou, Chine                 | 345        | 63     | 93         | 26     |
| —        | X      | 1996   | 3–11 mai                  | Varsovie, Pologne                | —          | —      | 102        | 24     |
| LXVIII   | XI     | 1997   | 6–14 décembre             | Chiang Mai, Thaïlande            | 189        | 51     | 143        | 39     |
| LXIX     | XII    | 1998   | 10–15 novembre            | Lahti, Finlande                  | 210        | 53     | 122        | 35     |
| LXX      | XIII   | 1999   | 21–28 novembre            | Le Pirée, Grèce                  | 395        | 79     | 231        | 51     |
| LXXI     | XIV    | 2001   | 4–11 novembre             | Antalya, Turquie                 | 153        | 47     | 114        | 34     |
| LXXII    | XV     | 2002   | 18–26 novembre            | Varsovie, Pologne                | 170        | 47     | 115        | 37     |
| LXXIII   | XVI    | 2003   | 14–22 novembre            | Vancouver, Canada                | 297        | 59     | 208        | 47     |
| LXXIV    | XVII   | 2005   | 9–17 novembre             | Doha, Qatar                      | 169        | 58     | 112        | 42     |
| LXXV     | XVIII  | 2006   | 30 septembre – 7 octobre  | Saint-Domingue, Rép. dominicaine | 298        | 58     | 186        | 39     |
| LXXVI    | XIX    | 2007   | 17–26 septembre           | Chiang Mai, Thaïlande            | 355        | 70     | 225        | 53     |
| LXXVII   | XX     | 2009   | 20–29 novembre            | Goyang, Corée du Sud             | 196        | 57     | 133        | 38     |
| LXXVIII  | XXI    | 2010   | 17–26 septembre           | Antalya, Turquie                 | 312        | 63     | 203        | 50     |
| LXXIX    | XXII   | 2011   | 5–13 novembre             | Paris, France                    | 307        | 75     | 212        | 61     |
| LXXX     | XXIII  | 2013   | 20–27 octobre             | Wrocław, Pologne                 | 168        | 49     | 124        | 37     |
| LXXXI    | XXIV   | 2014   | 8–16 novembre             | Almaty, Kazakhstan               | 404        | 66     | 279        | 53     |
| LXXXII   | XXV    | 2015   | 20–29 novembre            | Houston, États-Unis              | 324        | 76     | 261        | 62     |
| LXXXIII  | XXVI   | 2017   | 28 novembre – 5 décembre  | Anaheim, États-Unis              | 185        | 59     | 143        | 45     |
| LXXXIV   | XXVII  | 2018   | 1–10 novembre             | Achgabat, Turkménistan           | 283        | 71     | 321        | 75     |
| LXXXV    | XXVIII | 2019   | 16–25 septembre           | Pattaya, Thaïlande               | 313        | 84     | 275        | 79     |
| LXXXVI   | XXVIV  | 2021   | 7–17 décembre             | Tachkent, Ouzbékistan            | 235        | 64     | 179        | 54     |
| LXXXVII  | XXX    | 2022   | 5–16 décembre             | Bogota, Colombie                 | 267        | 79     | 270        | 76     |
| LXXXVIII | XXXI   | 2024   | 4–14 décembre             | Manama, Bahreïn                  | 245        | 76     | 226        | 75     |
| LXXXIX   | XXXII  | 2025   |                           | Førde, Norvège                   |            |        |            |        |
| XC       | XXXIII | 2025   |                           | Førde, Norvège                   |            |        |            |        |

Les compétitions d'haltérophilie tenues durant les Jeux olympiques d'été de 1964, 1968, 1972, 1976, 1980 et 1984 ont fait office de Championnats du monde ces années-là.

## Tableau des médailles
Mis à jour après l'édition 2022.
| Rang  | Nation                           | Or  | Argent | Bronze | Total |
| ----- | -------------------------------- | --- | ------ | ------ | ----- |
| 1     | Chine                            | 190 | 91     | 44     | 325   |
| 2     | Union soviétique                 | 151 | 90     | 33     | 274   |
| 3     | Bulgarie                         | 80  | 82     | 65     | 227   |
| 4     | États-Unis                       | 42  | 53     | 31     | 126   |
| 5     | Russie                           | 39  | 48     | 34     | 121   |
| 6     | Autriche                         | 32  | 27     | 31     | 90    |
| 7     | Pologne                          | 25  | 38     | 57     | 120   |
| 8     | Allemagne                        | 24  | 34     | 27     | 85    |
| 9     | Iran                             | 24  | 15     | 28     | 67    |
| 10    | Taipei chinois                   | 16  | 22     | 25     | 63    |
| 11    | Turquie                          | 15  | 19     | 15     | 49    |
| 12    | Kazakhstan                       | 15  | 8      | 9      | 32    |
| 13    | Corée du Nord                    | 13  | 22     | 24     | 59    |
| 14    | Corée du Sud                     | 12  | 19     | 24     | 55    |
| 15    | Égypte                           | 12  | 13     | 14     | 39    |
| 16    | Hongrie                          | 11  | 38     | 42     | 91    |
| 17    | Grèce                            | 10  | 15     | 11     | 36    |
| 18    | Japon                            | 10  | 13     | 28     | 51    |
| 19    | Thaïlande                        | 8   | 19     | 20     | 47    |
| 20    | Colombie                         | 8   | 13     | 14     | 35    |
| 21    | Biélorussie                      | 8   | 8      | 8      | 24    |
| 22    | Ukraine                          | 8   | 6      | 19     | 33    |
| 23    | Cuba                             | 8   | 5      | 11     | 24    |
| 24    | Géorgie                          | 8   | 4      | 5      | 17    |
| 25    | Roumanie                         | 7   | 13     | 14     | 34    |
| 26    | France                           | 7   | 11     | 20     | 38    |
| 27    | Arménie                          | 5   | 9      | 12     | 26    |
| 28    | Indonésie                        | 5   | 9      | 10     | 24    |
| 29    | Royaume-Uni                      | 5   | 5      | 10     | 20    |
| 30    | Qatar                            | 5   | 3      | 4      | 12    |
| 31    | Allemagne de l'Est               | 4   | 19     | 29     | 52    |
| 32    | Ouzbékistan                      | 4   | 4      | 3      | 11    |
| 33    | Suisse                           | 4   | 4      | 2      | 10    |
| 34    | Finlande                         | 4   | 2      | 10     | 16    |
| 35    | Inde                             | 3   | 9      | 5      | 17    |
| 36    | Allemagne de l'Ouest             | 3   | 5      | 3      | 11    |
| 37    | Estonie                          | 3   | 4      | 6      | 13    |
| 38    | Tchécoslovaquie                  | 3   | 3      | 15     | 21    |
| 39    | Azerbaïdjan                      | 3   | 1      | 3      | 7     |
| 40    | Norvège                          | 2   | 3      | 1      | 6     |
| 41    | Turkménistan                     | 2   | 3      | 0      | 5     |
| 42    | Espagne                          | 2   | 2      | 3      | 7     |
| 43    | Italie                           | 1   | 5      | 9      | 15    |
| 44    | Viêt Nam                         | 1   | 4      | 5      | 10    |
| 45    | Australie                        | 1   | 4      | 4      | 9     |
| 46    | Lettonie                         | 1   | 3      | 7      | 11    |
| 47    | Canada                           | 1   | 2      | 5      | 8     |
| 48    | Suède                            | 1   | 1      | 7      | 9     |
| 49    | Bahreïn                          | 1   | 1      | 0      | 2     |
| 49    | Chili                            | 1   | 1      | 0      | 2     |
| 51    | Venezuela                        | 1   | 0      | 4      | 5     |
| 52    | Philippines                      | 1   | 0      | 3      | 4     |
| 53    | Slovaquie                        | 1   | 0      | 1      | 2     |
| 53    | Tunisie                          | 1   | 0      | 1      | 2     |
| 55    | Mongolie                         | 1   | 0      | 0      | 1     |
| 56    | Belgique                         | 0   | 4      | 3      | 7     |
| 57    | Danemark                         | 0   | 3      | 0      | 3     |
| 58    | Équateur                         | 0   | 2      | 7      | 9     |
| 59    | Nigeria                          | 0   | 2      | 3      | 5     |
| 60    | Pays-Bas                         | 0   | 2      | 0      | 2     |
| 61    | Moldavie                         | 0   | 1      | 3      | 4     |
| 62    | Argentine                        | 0   | 1      | 1      | 2     |
| 63    | Albanie                          | 0   | 1      | 0      | 1     |
| 63    | Croatie                          | 0   | 1      | 0      | 1     |
| 63    | Guyana                           | 0   | 1      | 0      | 1     |
| 63    | Liban                            | 0   | 1      | 0      | 1     |
| 63    | Lituanie                         | 0   | 1      | 0      | 1     |
| 63    | Nouvelle-Zélande                 | 0   | 1      | 0      | 1     |
| 69    | Myanmar                          | 0   | 0      | 5      | 5     |
| 69    | République dominicaine           | 0   | 0      | 5      | 5     |
| 71    | Fédération Russe d'Haltérophilie | 0   | 0      | 3      | 3     |
| 72    | Arabie saoudite                  | 0   | 0      | 2      | 2     |
| 73    | Brésil                           | 0   | 0      | 1      | 1     |
| 73    | Irak                             | 0   | 0      | 1      | 1     |
| 73    | Macao                            | 0   | 0      | 1      | 1     |
| 73    | Mexique                          | 0   | 0      | 1      | 1     |
| Total | Total                            | 853 | 853    | 851    | 2 557 |

## Multiples médaillés
Le tableau liste les athlètes ayant remporté au moins 5 médailles d'or.
| Rang | Athlète              | Pays                        | Genre |   |   |   | Total |
| ---- | -------------------- | --------------------------- | ----- | - | - | - | ----- |
| 1    | Vassili Alexeiev     | Union soviétique            | M     | 8 | 0 | 0 | 8     |
| 2    | Naim Süleymanoğlu    | Bulgarie Turquie            | M     | 7 | 1 | 0 | 8     |
| 2    | Yuri Vardanyan       | Union soviétique            | M     | 7 | 1 | 0 | 8     |
| 4    | Josef Grafl          | Autriche                    | M     | 6 | 2 | 0 | 8     |
| 5    | Tommy Kono           | États-Unis                  | M     | 6 | 1 | 1 | 8     |
| 6    | John Davis           | États-Unis                  | M     | 6 | 1 | 0 | 7     |
| 7    | Yoshinobu Miyake     | Japon                       | M     | 6 | 0 | 1 | 7     |
| 7    | David Rigert         | Union soviétique            | M     | 6 | 0 | 1 | 7     |
| 9    | Lasha Talakhadze     | Géorgie                     | M     | 6 | 0 | 0 | 6     |
| 10   | Waldemar Baszanowski | Pologne                     | M     | 5 | 5 | 0 | 10    |
| 11   | Tatiana Kashirina    | Russie                      | F     | 5 | 3 | 0 | 8     |
| 12   | Arkady Vorobyov      | Union soviétique            | M     | 5 | 2 | 1 | 8     |
| 13   | Pete George          | États-Unis                  | M     | 5 | 2 | 0 | 7     |
| 13   | Halil Mutlu          | Turquie                     | M     | 5 | 2 | 0 | 7     |
| 13   | Yanko Rusev          | Bulgarie                    | M     | 5 | 2 | 0 | 7     |
| 16   | Mohammad Nassiri     | Iran                        | M     | 5 | 1 | 3 | 9     |
| 17   | Kuo Hsing-chun       | Taipei chinois              | F     | 5 | 1 | 1 | 7     |
| 18   | Viktor Kurentsov     | Union soviétique            | M     | 5 | 1 | 0 | 6     |
| 18   | Lu Xiaojun           | Chine                       | M     | 5 | 1 | 0 | 6     |
| 20   | Anatoly Khrapaty     | Union soviétique Kazakhstan | M     | 5 | 0 | 2 | 7     |
| 20   | Stanley Stanczyk     | États-Unis                  | M     | 5 | 0 | 2 | 7     |
| 22   | Vladimir Stogov      | Union soviétique            | M     | 5 | 0 | 1 | 6     |
| 23   | Deng Wei             | Chine                       | F     | 5 | 0 | 0 | 5     |
| 23   | Om Yun-chol          | Corée du Nord               | M     | 5 | 0 | 0 | 5     |